# Severino Radici
Severino Radici (Trieste, 23 ottobre 1920 – gennaio 2001) è stato un cestista italiano.

## Carriera
Ha vinto lo scudetto nella stagione 1940-41 con la maglia della Ginnastica Triestina.
Con la Nazionale ha preso parte agli Europei 1947. In totale ha disputato 8 incontri in maglia azzurra, realizzando 24 punti.

## Palmarès
- Campionato italiano: 1

Ginnastica Triestina: 1940-41